# 라팔마 (쿠바)

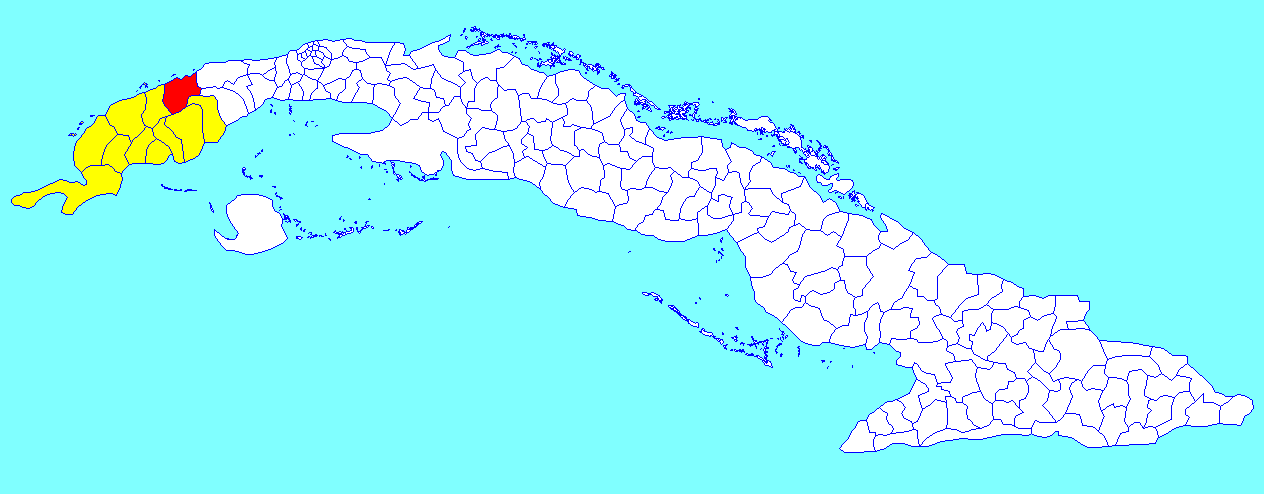
라팔마의 위치

라팔마(스페인어: La Palma)는 쿠바 피나르델리오 주에 위치한 도시로 면적은 621km2, 높이는 50m, 인구는 35,426명(2004년 기준)이다.